# HYBRID PHONON 2566
『HYBRID PHONON 2566』（ハイブリッドフォノン 2566）とは、2023年に開催された平沢進＋会人(EJIN)のライブイベントである。

## 概要
2014年に開催された『HYBRID PHONON』以来2度目の「ハイブリッド」スタイルのライブであり、前回のライブと同様にP-MODEL・平沢進ソロ・核P-MODELの楽曲が混在して演奏された。当公演は「平沢進ソロとP-MODELそして核P-MODELが常温融合する高エネルギーライブ」と銘打たれており、さらにはP-MODELに留まらず『旬』名義の楽曲までもが演奏された。楽曲の転換時には、どの名義の楽曲が演奏されるか決定するのに、サポートメンバーの会人（SSHO、TAZZ）がそれぞれの名義を特徴づける色のスポットライトを点ける演出がなされた。ライブ名にある「2566」は、本公演が開催された2023年が仏暦2566年であることに由来する。
2024年には追加公演として『HYBRID PHONON 2566+ 』がZepp Hanedaで行われた。

## 曲目
(曲名 - アルバム名)

### 9/8公演 (グランキューブ大阪)
1. BIIIG EYE - big body
2. おやすみDOG - ONE PATTERN
3. 時間等曲率漏斗館へようこそ - big body
4. BEACON - BEACON
5. ロケット - サイエンスの幽霊
6. CODE-COSTARICA - 白虎野
7. ビストロン - ビストロン
8. 崇めよ我はTVなり - ビストロン
9. 1778-1985 - KARKADOR, OOPARTS
10. LANDING - BEACON
11. FGG - サイエンスの幽霊
12. 賢者のプロペラ-1 - 賢者のプロペラ
13. 白く巨大で - гипноза
14. гипноза - гипноза
15. MONSTER A GO GO - モンスター(未発表), 太陽系亞種音
16. 消えるTOPIA - BEACON
17. ANOTHER DAY - 突弦変異

アンコール
1. TIMELINEの終わり - BEACON

### 9/9公演 (グランキューブ大阪)
1. Alarm - гипноза
2. パラ・ユニフス - ビストロン
3. гипноза - гипноза
4. ロケット - サイエンスの幽霊
5. CODE-COSTARICA - 白虎野
6. TIMELINEの終わり - BEACON
7. ビストロン - ビストロン
8. 崇めよ我はTVなり - ビストロン
9. Zombi - Perspective
10. LANDING - BEACON
11. Wi-SiWi - ホログラムを登る男
12. Lotus - Sim City
13. 白く巨大で - гипноза
14. 時間等曲率漏斗館へようこそ - big body
15. MONSTER A GO GO - モンスター(未発表), 太陽系亞種音
16. BEACON - BEACON
17. ANOTHER DAY - 突弦変異

アンコール
1. HUMAN-LE - 回=回

### 9/17公演 (東京国際フォーラム)
1. DUSToidよ歩行は快適か？ - 突弦変異
2. おやすみDOG - ONE PATTERN
3. 偉大なる頭脳 - IN A MODEL ROOM
4. BEACON - BEACON
5. ロケット - サイエンスの幽霊
6. TIMELINEの終わり - BEACON
7. 時間等曲率漏斗館へようこそ - big body
8. 1778-1985 - KARKADOR、OOPARTS
9. Zombi - Perspective
10. LANDING - BEACON
11. 賢者のプロペラ-1 - 賢者のプロペラ
12. HUMAN-LE - 回=回
13. 暗黒πドゥアイ - ビストロン
14. 白く巨大で - гипноза
15. MONSTER A GO GO - モンスター(未発表), 太陽系亞種音
16. Lotus - Sim City
17. ANOTHER DAY - 突弦変異

アンコール
1. パレード - 白虎野

## HYBRID PHONON 2566+
HYBRID PHONON 2566+は、HYBRID PHONON 2566の追加公演として2024年4月30日と5月1日に行われた。当公演は「HYBRID PHONON 2566のレプリカ」として位置付けられており、セットリストや演出に大きな変化はなかったものの、細かい変更点がいくつか見られた。変更点としては、オープニングで会人が少し若くなった旨の説明がなされ、会人のパフォーマンスに大きな動きが生まれていたほか、毎公演アンコールで『QUIT』が演奏された。また、背景モニターの演出が本公演とは異なる部分があった。
追加公演に先立ち、本公演で販売されていたグッズ『メモリアル･パッケージカード（Mカード）』に収録されていたムービーがダウンロード販売され、ライブの前に視聴することが推奨されていた。

### 曲目
（曲名 ｰ アルバムタイトル）

### 4/30公演（Zepp Haneda）
1. BIIIG EYE - big body
2. おやすみDOG - ONE PATTERN
3. 時間等曲率漏斗館へようこそ - big body
4. BEACON - BEACON
5. ロケット - サイエンスの幽霊
6. CODE-COSTARICA - 白虎野
7. ビストロン - ビストロン
8. 崇めよ我はTVなり - ビストロン
9. 1778-1985 - KARKADOR・OOPARTS
10. LANDING - BEACON
11. FGG - サイエンスの幽霊
12. 賢者のプロペラ-1 - 賢者のプロペラ
13. 白く巨大で - гипноза
14. гипноза - гипноза
15. MONSTER A GO GO - モンスター(未発表)・太陽系亞種音
16. 消えるTOPIA - BEACON
17. ANOTHER DAY - 突弦変異

アンコール
1. TIMELINEの終わり - BEACON
2. QUIT ｰ サイエンスの幽霊

### 5/1 昼公演 (Zepp Haneda)
1. Alarm - гипноза
2. パラ・ユニフス - ビストロン
3. гипноза - гипноза
4. ロケット - サイエンスの幽霊
5. CODE-COSTARICA - 白虎野
6. TIMELINEの終わり - BEACON
7. ビストロン - ビストロン
8. 崇めよ我はTVなり - ビストロン
9. Zombi - Perspective
10. LANDING - BEACON
11. Wi-SiWi - ホログラムを登る男
12. Lotus - Sim City
13. 白く巨大で - гипноза
14. 時間等曲率漏斗館へようこそ - big body
15. MONSTER A GO GO - モンスター(未発表)・太陽系亞種音
16. BEACON - BEACON
17. ANOTHER DAY - 突弦変異

アンコール
1. HUMAN-LE - 回=回
2. QUIT ｰ サイエンスの幽霊

### 5/1夜公演 (Zepp Haneda)
1. DUSToidよ歩行は快適か？ - 突弦変異
2. おやすみDOG - ONE PATTERN
3. 偉大なる頭脳 - IN A MODEL ROOM
4. BEACON - BEACON
5. ロケット - サイエンスの幽霊
6. TIMELINEの終わり - BEACON
7. 時間等曲率漏斗館へようこそ - big body
8. 1778-1985 - KARKADOR、OOPARTS
9. Zombi - Perspective
10. LANDING - BEACON
11. 賢者のプロペラ-1 - 賢者のプロペラ
12. HUMAN-LE - 回=回
13. 暗黒πドゥアイ - ビストロン
14. 白く巨大で - гипноза
15. MONSTER A GO GO - モンスター(未発表)・太陽系亞種音
16. Lotus - Sim City
17. ANOTHER DAY - 突弦変異

アンコール
1. パレード - 白虎野
2. QUIT ｰ サイエンスの幽霊

### 追加公演で変更された点
- ライブ開演時に追加公演についての設定や解説を用いるイントロダクション映像の上映
- 本公演で使用したピンク・赤・青のEVOではない、開発中のPLANTｰEVOの使用[4]
- BEACONにギターシンセサイザーを用いたイントロを追加
- 会人TAZZの担当楽器にモジュラーシンセサイザーの追加
- 細かいレーザーハープやギター等のフレーズを追加、改善

## 出演者
- 平沢進 - ボーカル、ギター、レーザーハープ
- SSHO - サイレントチェロ、ギター
- TAZZ - ベース、モジュラーシンセサイザー、コンボオルガン[5]